# Hoshizora no Spica
Hoshizora no Spica (jap. 星空のSpica) – dwunasty singel japońskiej piosenkarki Yukari Tamury, wydany 9 maja 2007. Utwór tytułowy został wykorzystany jako ending anime Magical Girl Lyrical Nanoha StrikerS, Sensitive Venus użyto w rozpoczęciach programu radiowego Kissa Kuro Usagi ~Himitsu no Kobeya~ (jap. 喫茶 黒うさぎ〜秘密の小部屋〜), a Melody  został użyty w jego zakończeniu oraz w rozpoczęciach programu radiowego Tamura Yukari no Itazura Kuro Usagi (jap. 田村ゆかりのいたずら黒うさぎ). Singel osiągnął 7 pozycję w rankingu Oricon i pozostał na niej przez 9 tygodni, sprzedał się w nakładzie 31 876 egzemplarzy.

## Lista utworów
| Nr | Tytuł                                   | Słowa         | Kompozycja    | Aranżacja     | Czas |
| -- | --------------------------------------- | ------------- | ------------- | ------------- | ---- |
| 1. | "Hoshizora no Spica" (jap. 星空のSpica) | Karen Shīna   | Masatomo Ōta  | Masatomo Ōta  | 4:45 |
| 2. | "Sensitive Venus"                       | Mika Watanabe | Dux           | Dux           | 4:20 |
| 3. | "Melody"                                | Hayato Tanaka | Hayato Tanaka | Hayato Tanaka | 4:06 |

## Notowania
| Lista                       | Pozycja |
| --------------------------- | ------- |
| Oricon Weekly Singles Chart | 7       |
| CDTV                        | 8       |
| Com Chat Countdown          | 1       |